# 奥雷斯特·莫里卡
奥雷斯特·莫里卡（義大利語：Oreste Moricca，1891年8月5日—1984年6月21日），生于菲兰达里，意大利男子击剑运动员。他曾获得1924年夏季奥运会击剑比赛男子佩剑团体金牌和男子重剑团体铜牌。